# Ёсида, Мицунори
Мицунори Ёсида (яп. 吉田 光範 Ёсида Мицунори, род. 8 марта 1962, Айти) — японский футболист.

## Карьера
На протяжении своей футбольной карьеры выступал за клуб «Джубило Ивата».

## Национальная сборная
С 1988 по 1993 год сыграл за национальную сборную Японии 35 матчей, в которых забил 2 гола. Также участвовал в Кубке Азии по футболу 1992 года.

## Статистика за сборную
| Сборная Японии | Сборная Японии | Сборная Японии |
| Год            | Матчи          | Голы           |
| -------------- | -------------- | -------------- |
| 1988           | 1              | 0              |
| 1989           | 10             | 1              |
| 1990           | 0              | 0              |
| 1991           | 0              | 0              |
| 1992           | 8              | 0              |
| 1993           | 16             | 1              |
| Итого          | 35             | 2              |

## Достижения
- Кубок Азии: 1992
- Джей-лига: 1987/1988
- Кубок Императора: 1982